# Речица (приток Солокии)
Речица (укр. Річиця) — река в Польше и в Шептицком районе Львовской области, Украина. Левый приток реки Солокия (бассейн Вислы).
Длина реки 37 км (в пределах Украины — 10 км), площадь бассейна 197 км² (в пределах Украины — 23 км²). Река типично равнинная. Долина в основном широкая (кроме верховьев), поросшая луговой растительностью. Русло слабоизвилистое, на значительной протяженности выпрямленное и канализированное.
Берёт начало западнее села Верещицы (Польша). Течёт вдоль южных склонов Сокальской гряды (юго-западная часть Волынской возвышенности) преимущественно на восток, в низовьях — на юго-восток. Впадает в Солокию к востоку от города Белз.
Основной приток — Шишла (правый).